# 우크라이나의 성매매
우크라이나에서 성매매는 불법임에도 사회 전반에 걸쳐 만연되어 있으며, 대개 정부로부터 사실상 방치되어 있는 상태이다. 우크라이나가 더 많은 수의 외국인 관광객들을 유치함에 따라 섹스 관광 사업이 크게 성장하였다. 2005년 1월 12일 우크라이나 의회는 인신매매 및 성매매 강요에 대한 형사처벌을 강화시킨 법을 통과시켰다. 그러나 과거에도 조직적인 성매매를 범죄로 규정한 법들이 제정되었으나, 효과는 거의 없었다.
성매매를 조직화하는 것을 법으로 범죄로 규정하고 인신매매에 대한 처벌 조항을 신설해도 효과는 거의 없는데, 이는 인신매매범들이 때때로 교도소 복역을 하지 않기 때문이다.
가족 및 청소년 문제 주립기구의 연구조사에 따르면, 많은 우크라이나 여성들에게 있어서 성 접대가 그들로서는 유일하게 충분한 수입을 보장하는 생계수단인 것으로 드러났다. 이들 가운데 50퍼센트 이상이 자녀나 부모를 부양하고 있는 실정이다.

## 같이 보기
- 우크라이나의 HIV/AIDS